# Contee del Missouri

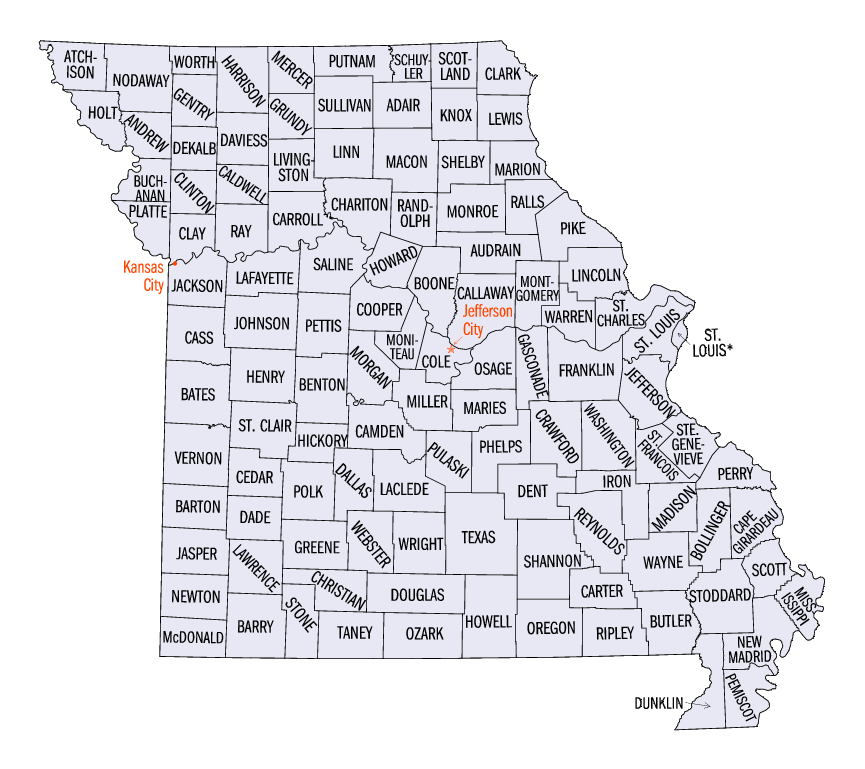
Contee del Missouri

Lista delle 115 contee del Missouri, negli Stati Uniti d'America:
1. Adair
2. Andrew
3. Atchison
4. Audrain
5. Barry
6. Barton
7. Bates
8. Benton
9. Bollinger
10. Boone
11. Buchanan
12. Butler
13. Caldwell
14. Callaway
15. Camden
16. Cape Girardeau
17. Carroll
18. Carter
19. Cass
20. Cedar
21. Chariton
22. Christian
23. Clark
24. Clay
25. Clinton
26. Cole
27. Cooper
28. Crawford
29. Dade
30. Dallas
31. Daviess
32. DeKalb
33. Dent
34. Douglas
35. Dunklin
36. Franklin
37. Gasconade
38. Gentry
39. Greene
40. Grundy
41. Harrison
42. Henry
43. Hickory
44. Holt
45. Howard
46. Howell
47. Iron
48. Jackson
49. Jasper
50. Jefferson
51. Johnson
52. Knox
53. Laclede
54. Lafayette
55. Lawrence
56. Lewis
57. Lincoln
58. Linn
59. Livingston
60. Macon
61. Madison
62. Maries
63. Marion
64. McDonald
65. Mercer
66. Miller
67. Mississippi
68. Moniteau
69. Monroe
70. Montgomery
71. Morgan
72. New Madrid
73. Newton
74. Nodaway
75. Oregon
76. Osage
77. Ozark
78. Pemiscot
79. Perry
80. Pettis
81. Phelps
82. Pike
83. Platte
84. Polk
85. Pulaski
86. Putnam
87. Ralls
88. Randolph
89. Ray
90. Reynolds
91. Ripley
92. St. Charles
93. St. Clair
94. St. François
95. St. Louis (Città)
96. St. Louis
97. Ste. Geneviève
98. Saline
99. Schuyler
100. Scotland
101. Scott
102. Shannon
103. Shelby
104. Stoddard
105. Stone
106. Sullivan
107. Taney
108. Texas
109. Vernon
110. Warren
111. Washington
112. Wayne
113. Webster
114. Worth
115. Wright